# Belluna Dome
Belluna Dome (ベルーナドーム Berūna Dōmu), tên chính thức là Seibu Dome (西武ドーム Seibu Dōmu), là một sân vận động bóng chày nằm ở Tokorozawa, Saitama, Nhật Bản. Đây là sân nhà của câu lạc bộ bóng chày chuyên nghiệp Saitama Seibu Lions.
Sân vận động có mái che che phủ mặt sân và khán đài, giống như các sân vận động bóng chày trong nhà khác. Tuy nhiên, phía sau khán đài của sân không có bức tường để không khí từ bên ngoài có thể tràn vào bên trong sân. Điều này giúp quả bóng chày có thể bay ra ngoài sân vận động sau các cú home run, điều không thể xảy ra ở các sân vận động dạng vòm thông thường.
Sân vận động được xây dựng vào năm 1979 mà không có mái che để trở thành sân nhà mới của Lions sau khi đội chuyển sân nhà từ Fukuoka đến Tokorozawa vào năm đó và có tên gọi là Sân vận động Seibu Lions (西武ライオンズ球場 Seibu Raionzu Kyūjō). Ban đầu là một sân vận động ngoài trời, công việc lắp đặt mái che của sân được diễn ra theo hai giai đoạn: sau mùa giải 1997 (giai đoạn thứ nhất) và sau mùa giải 1998 (giai đoạn thứ hai). Vào đầu mùa giải 1998, sân được đổi tên thành Seibu Dome mặc dù công việc lắp đặt mái che vẫn chưa được hoàn thành.
Ban đầu, Lions lên kế hoạch xây dựng một sân vận động mới ở Odaiba, nhưng do yêu cầu phải được sự chấp thuận của ba câu lạc bộ bóng chày khác có trụ sở tại Tokyo vào thời điểm đó (Nippon-Ham Fighters, Yomiuri Giants và Yakult Swallows), sự phản đối từ những người hâm mộ đội nhà và chi phí quá cao để xây dựng một sân vận động mới, câu lạc bộ quyết định chỉ lắp đặt thêm mái che cho sân vận động.
Vào ngày 1 tháng 3 năm 2005, sân vận động được đổi tên thành Invoice Seibu Dome (インボイスSEIBUドーム Inboisu Seibu Dōmu), sau khi Invoice Inc. mua quyền đặt tên của sân vận động này trong hai mùa giải tiếp theo. Vào ngày 1 tháng 1 năm 2007, sau khi hết hạn hợp đồng với Invoice, sân lại được đổi tên thành Goodwill Dome (グッドウィルドーム Guddowiru Dōmu), sau khi quyền đặt tên được bán cho Goodwill Group, Inc. Hợp đồng bán quyền đặt tên cho Goodwill dự định sẽ có hiệu lực trong 5 năm.
Mặc dù Seibu Dome vẫn là tên chính thức của sân, cả sân vận động và giới truyền thông hầu như chỉ sử dụng tên tài trợ trong giai đoạn này. Tuy nhiên, vào cuối năm 2007, quyền đặt tên của Goodwill cho cả sân vận động và câu lạc bộ Lions đã bị tước bỏ do các hoạt động kinh doanh bất hợp pháp của Goodwill. Tên gọi Seibu Dome của sân được khôi phục lại vào năm 2008. Vào ngày 16 tháng 1 năm 2017, MetLife, một công ty tài chính có trụ sở tại Thành phố New York, đã mua quyền đặt tên của sân vận động trong thời hạn 5 năm. Vào ngày 1 tháng 3 năm 2022, Belluna, một công ty đặt hàng qua thư có trụ sở tại Ageo, Saitama, đã mua quyền đặt tên của sân vận động sau khi hợp đồng mua quyền đặt tên của MetLife hết hạn.
Sân vận động nằm ở phía trước Ga Seibukyūjō-mae, ga cuối của Tuyến đường sắt Seibu Sayama (một nhánh của Tuyến Seibu Ikebukuro nối Tokorozawa với Tokyo) và Tuyến Seibu Yamaguchi (dịch vụ vận tải hành khách). Cả hai tuyến đều được điều hành bởi Đường sắt Seibu, chủ sở hữu của sân và Lions.
Queen đã biểu diễn tại sân vận động trong chuyến lưu diễn Hot Space Tour của nhóm vào năm 1982. Vào ngày 10 tháng 8 năm 2014, New Japan Pro-Wrestling đã tổ chức trận chung kết G1 Climax 2014 tại đây.

## Hình ảnh

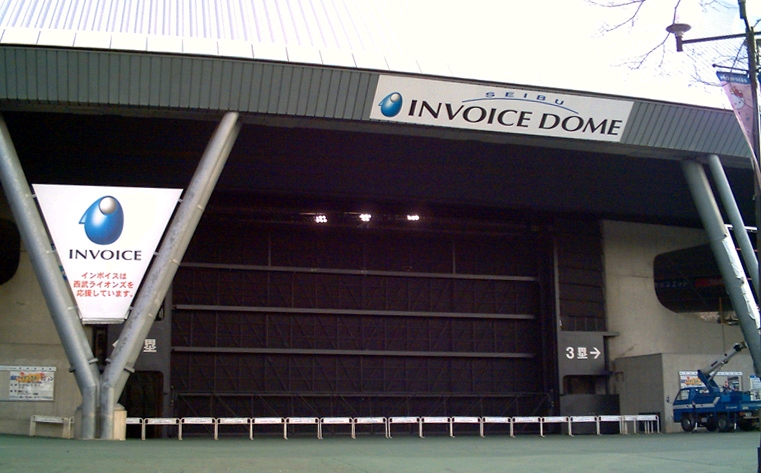
Invoice Seibu Dome (2006)
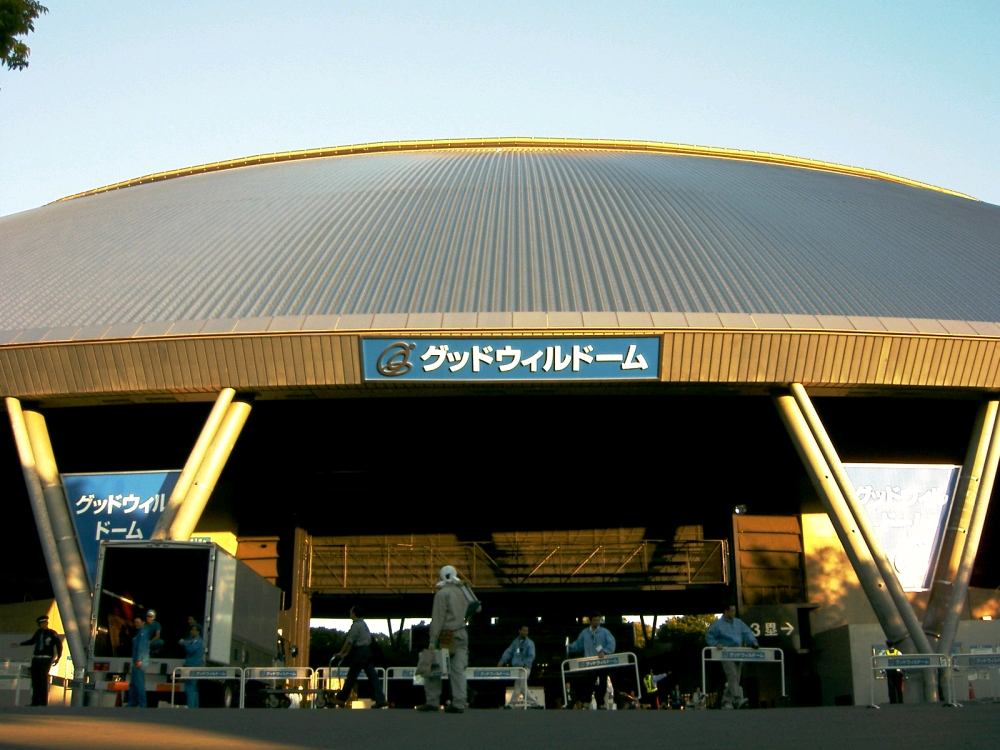
Goodwill Dome (2007)
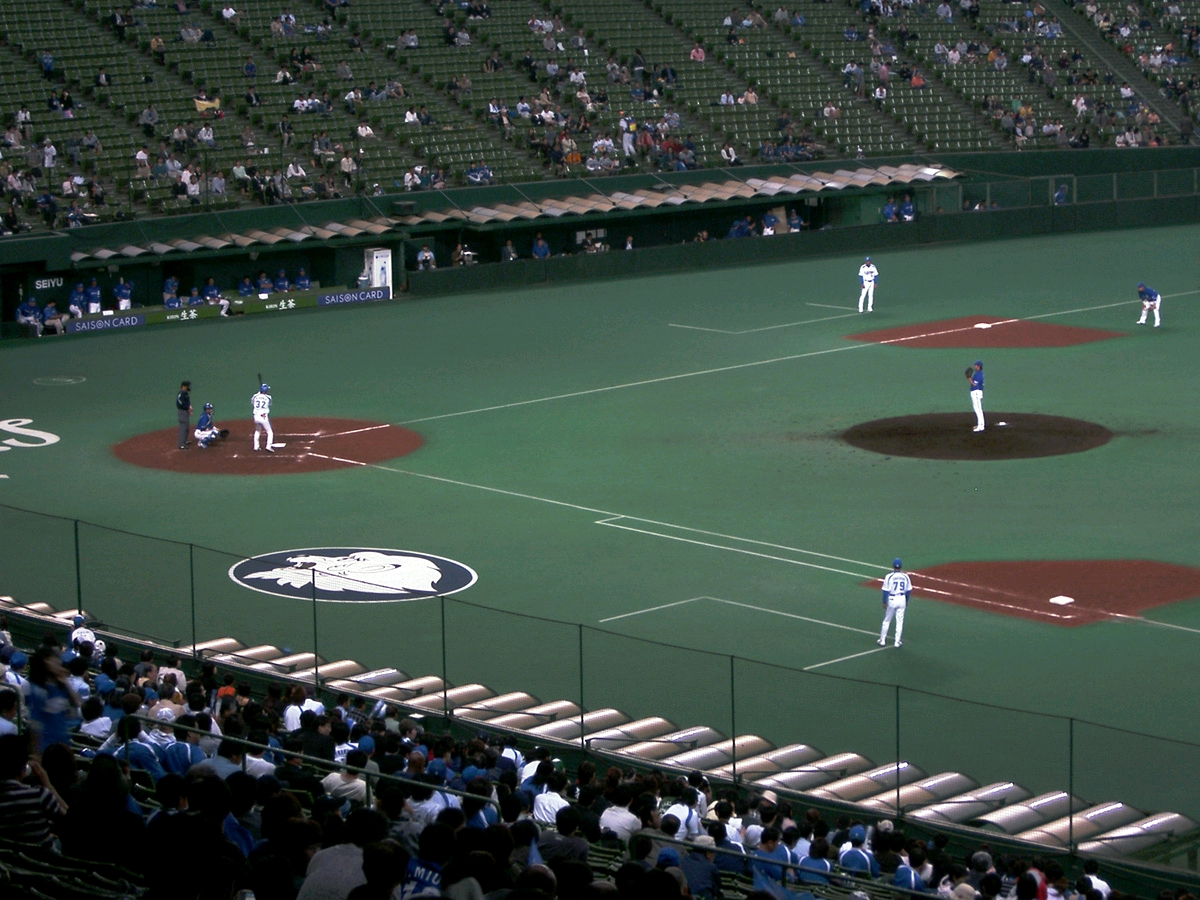
Một trận đấu bóng chày của Seibu Lions (2007)
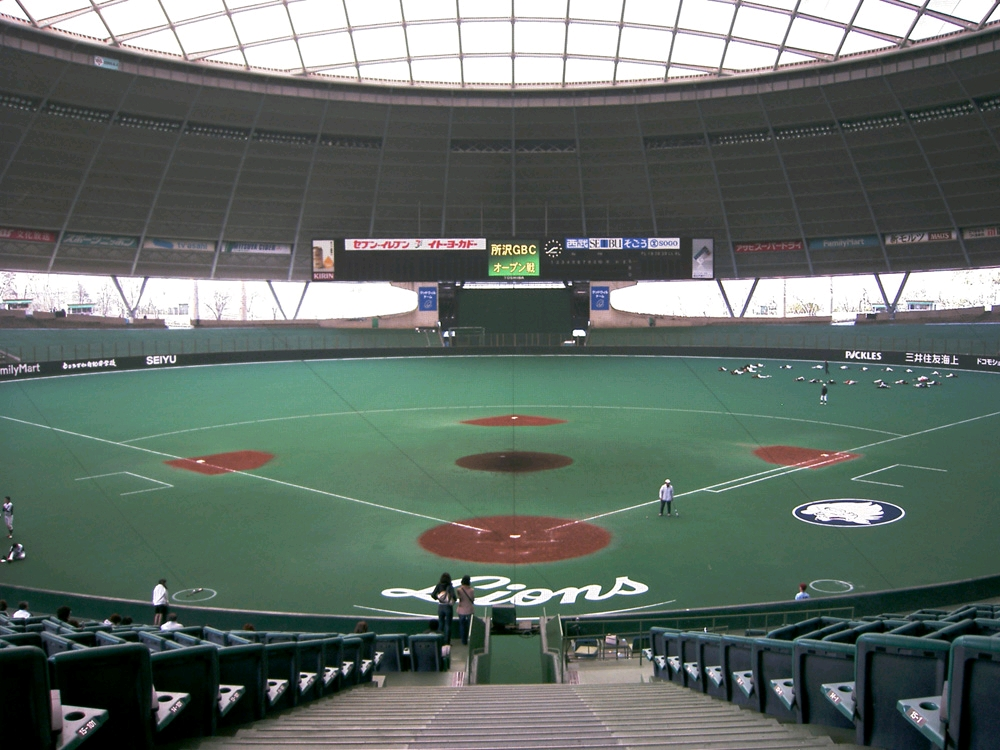
Mặt cỏ nhân tạo của Seibu Dome (2007)
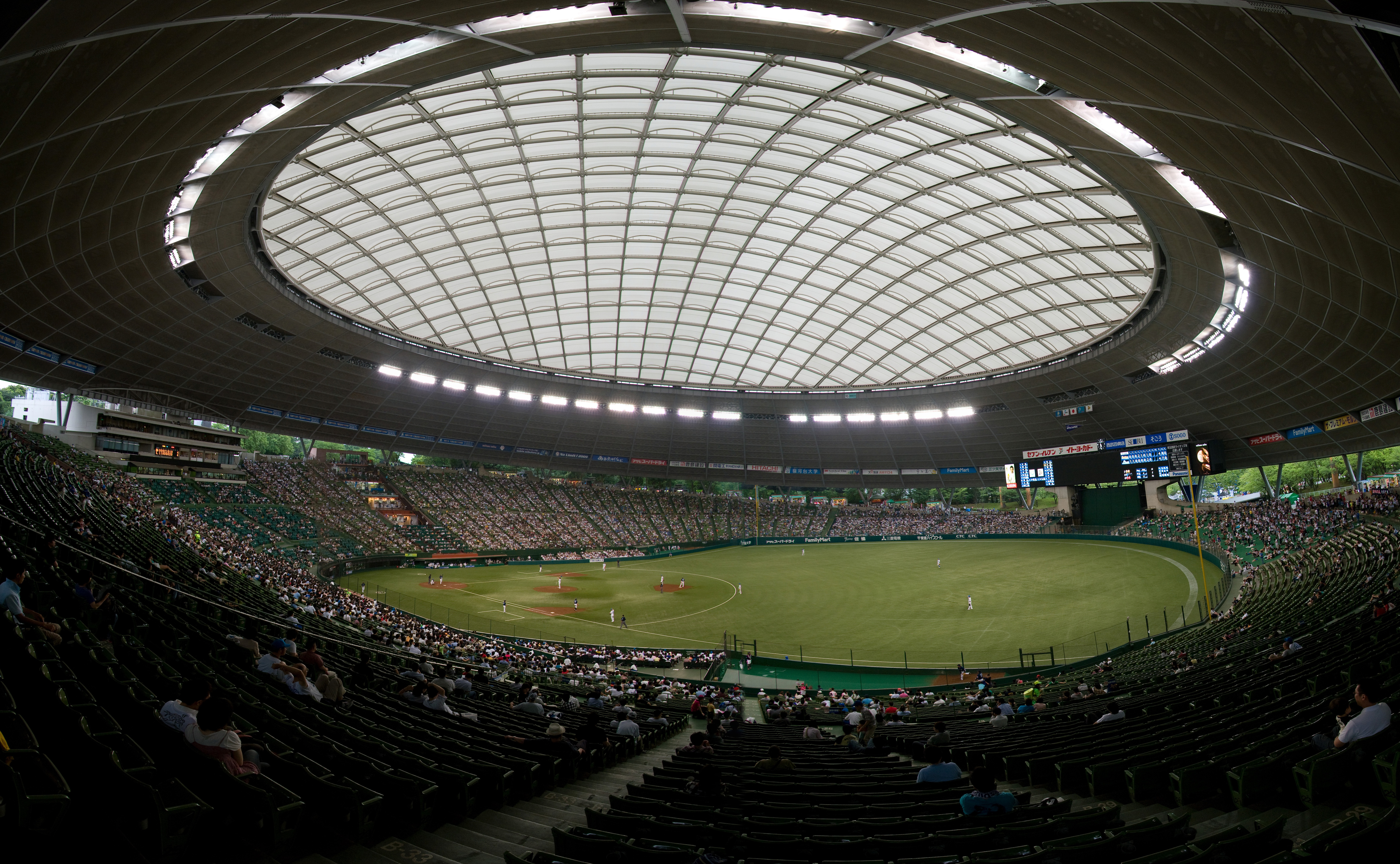
Toàn cảnh Seibu Dome (2009)